# Martin Rázus
Martin Rázus (18. října 1888 Liptovský Mikuláš – 8. srpna 1937, Brezno) byl slovenský básník, prozaik, dramatik, publicista a politik a evangelický farář.

## Životopis
Narodil se v rolnické rodině. Vzdělání získal v Liptovském Mikuláši, Kežmarku a později na teologickém semináři v Bratislavě. Působil jako evangelický farář v Modré, ale za krátkou dobu pokračoval v teologickém studiu ve skotském Edinburghu. Po jeho dokončení pokračoval v působení v Modré, později v Pribylině, kde s v roce 1913 oženil se svou manželkou Elenou, a Moravském Lieskovém. Od roku 1930 působil jako farář v Brezně. Pohřbený je v Banské Bystrici.

## Politik
Jako politik byl členem Slovenské národní strany (SNS) a zastáncem slovenského autonomismu. V lednu roku 1920 vystoupil z SNS, která se před volbami spojila s Národní republikánskou stranou rolnickou. Zpět do SNS se vrátil, až když se v programu SNS z roku 1922 opět objevil požadavek administrativní a kulturní autonomie Slovenska. Stal se významnou osobností své strany a snažil se program strany zaměřit na sociální a hospodářské problémy své země a na prosazování národní a politické autonomie Slovenska. Od roku 1929 až do své smrti byl předsedou SNS. Jeho zásluhou a díky dohodě s Československou národní demokracií získala SNS v roce 1929 první poslanecký mandát v Poslanecké sněmovně Národního shromáždění, poslancem byl Rázus až do roku 1937. Pod jeho vedením začalo sbližování SNS s Hlinkovou slovenskou ľudovou stranou. Tyto strany spolu vytvořily takzvaný Autonomistický blok.

## Literární tvorba
Své první verše napsal už na základní škole, ale uveřejňovat je začal až od roku 1911. Publikoval např. v časopisech Dennica, Prúdy, Živena, Stráž na Sione či Národnie noviny. Psal poezii, prózu, ale je též autorem dvou divadelních her.

## Dílo

### Poesie
- 1917 – Z tichých i búrnych chvíľ, sbírka básní
- 1919 – To je vojna!, sbírka básní
- 1919 – Hoj, zem drahá, sbírka básní
- 1925 – Kameň na medzi, sbírka básní
- 1926 – Kresby a hovory, sbírka básní
- 1929 – Šípy duše, sbírka básní
- 1934 – Bača Putera, veršovaný román
- 1935 – Cestou, sbírka básní
- 1937 – Stretnutie, sbírka básní (vyšla posmrtně)

### Drama
- 1920 – Hana, psychologické drama
- 1936 – Ahasver, filosoficko-dramatická báseň

### Próza
- 1926 – Z drobnej prózy, sbírka krátkých próz
- 1929 – Svety, 4dílný román
- 1930 – Júlia, román
- 1935 – Krčmársky kráľ, román
- 1936 – Odkaz mŕtvych, román
- 1937 – Bombura, novely

### Tvorba pro děti a mládež
- 1932 – Maroško, autobiografické dílo
- 1933 – Maroško študuje, pokračovaní díla Maroško

### Eseje a publicistická díla
- 1929 – Z nášho chrámu, modlitby, písne a náboženské eseje
- 1932 – Argumenty, kulturně politické reflexe a eseje
- 1935 – Pred tvárou božou, modlitby, písně a náboženské eseje